# ヴァンビ (YouTuber)
ヴァンビ（Vambi、7月10日 - 、年齢非公表）は、日本の男性YouTuber、実業家、元ロック歌手。株式会社HERO’ZZ（ヒーローズ）代表取締役。YouTuberコンビ「ヴァンゆん」、およびヴィジュアル系ロックバンド「LOG-ログ-」の元メンバー。過去には「スパイダーメーン」、現在では「Spider VAMBI」としても活動している。太田プロダクション所属。

## 来歴

### 生い立ち
幼少期に舞台俳優をしていた父が他界し、貧しい母子家庭で6人兄弟の三男として育った。父親と同じ俳優の職業に憧れ、2008年からオーディションを受けるも、6年間でひとつも合格することがなかった。

### ヴァンビ
2014年2月13日、ヴィジュアル系ロックバンド「LOG-ログ-」を結成し、ボーカリストとしてデビュー。2016年3月27日の高田馬場AREAでのワンマンライブをもって解散した。
2016年4月9日、YouTubeチャンネルを開設し、YouTuberとして活動を開始。当初はエンタメ系の動画を投稿していたものの伸び悩み、料理系、メイク系へと路線を変えていった。2018年2月1日、YouTuber事務所のUUUMに所属。
2018年夏、元アイドルでYouTuberのゆんとコンビを組み、「ヴァンゆん」を結成。自身のチャンネルを「ヴァンゆんチャンネル」に改名。
2019年3月14日、チャンネル登録者数が100万人を突破。9月4日、芸能事務所の太田プロダクションに移籍。10月8日、移籍後初めてテレビ番組に出演。
2022年12月31日、「ヴァンゆん」が活動を休止。9月9日、正式に解散を発表。
2024年1月16日、株式会社HERO’ZZ（ヒーローズ）を設立し、代表取締役に就任。SNS運用に特化したオンラインスクール「HERO’ZZ UNIVERSITY」を開校。
2024年10月1日、ニッポン放送のラジオ番組『ヴァンビのTRAVEL NIGHT』のパーソナリティに就任。

### スパイダーメーン
2022年7月10日、YouTubeチャンネル「spider-maaaaaaan / スパイダーメーン」を開設し、スパイダーメーンとして、言語をあまり発さない体を張ったショート動画の投稿を開始。スパイダーマンのスーツで顔を隠し、チャンネル国籍をインドに設定した上で、正体を明かさずに活動した。
2023年7月21日、チャンネル開設から374日で登録者数が1000万人を到達し、日本最短記録を更新。
2023年8月5日、スパイダーメーンの正体が自身であることを公表。顔を隠していた理由については、ヴァンゆんとしての知名度を使わずに何かを達成したかったからだと話し、じゅんやを始めとするTikTok出身の日本の上位の登録者のチャンネルを追い越したかったとも語った。
2023年11月21日、スパイダーメーンを卒業すると発表し、チャンネル名を「Spider VAMBI」に変更。

## 出演

### テレビドラマ
- 必殺仕事人（2023年12月29日、テレビ朝日） - 巾着切り・番備 役[17]

### ラジオ番組
- ヴァンビのオールナイトニッポン（2023年9月6日、ニッポン放送）[18]
- ヴァンビのTRAVEL NIGHT（2024年10月1日 - 、ニッポン放送） - パーソナリティ[13]

### イベント
- B.PチャンネルFes.（2019年11月7日、B.P.RECORDS）[注 2][19]